# بيتر ك. نيلسون
بيتر ك. نيلسون (بالإنجليزية: Peter C. Nelson)‏ هو سياسي أمريكي، ولد في 24 يونيو 1948، وتوفي في 24 يونيو 2013. حزبياً، نشط في الحزب الجمهوري. وقد انتخب عضو مجلس نواب مينيسوتا.